# Migolica
Migolica este o localitate din comuna Mirna, Slovenia, cu o populație de 72 de locuitori.